# Optimisterna
Optimisterna var en svensk konstnärsgrupp med tidiga modernister som bildades kring mitten av 1920-talet, bland annat som en motreaktion på konstnärsgruppen Falangen med Otte Sköld i spetsen.
1926 och 1928 ställde gruppen ut på Liljevalchs Konsthall och på Göteborgs konsthall, 1930 på Konstakademien i Stockholm och 1932 på Liljevalchs Konsthall. 
Gruppens medlemmar varierade men på den första större utställningen som gruppen genomförde 1926 var det följande konstnärer som ställde ut: Ewald Dahlskog, Bertil Damm, Mollie Faustman, Carl Gunne, Bror Hjorth, Hadar Jönzén, Johan Lundqvist, Engelbert Bertel-Nordström, Edvin Ollers, Ninnan Santesson, Emil Johanson-Thor, Frans Timén, Rolf Trolle, Greta Knutson-Tzara, Edvard Wallenqvist, Martin Åberg, Olof Ågren
På utställningen två år senare hade Anders Jönsson tillkommit medan Bertil Damm, Bror Hjorth och Hadar Jönzén inte deltog.
1935 ställde Edvin Ollers, Reinhold von Rosen, Frans Timén och Ellis Wallin ut på Göteborgs Konsthall och i Borås under beteckningen "4 optimister”.